# 飴徳連合会

飴徳連合会の代紋

飴徳連合会（あめとくれんごうかい）は神奈川県横浜市に本拠を置く的屋系暴力団。
令和元年から令和二年の間に解散したと思われる。

## 飴徳宗家歴代継承者
- 初代 - 竹内徳次郎
- 二代目 - 肥後盛造
- 三代目 - 肥後勇佐
- 四代目 - 永持英哉

## 最高幹部・幹部
- 会長 - 永持英哉（飴徳宗家四代目）
- 最高顧問 - 中村正三郎（肥後一家）
- 顧問 - 渡辺健治（柏木一家三代目）
- 顧問 - 橋本益男（小澤三代目）
- 常任相談役 - 桑島広次
- 常任相談役 - 宗像博
- 常任相談役 - 藤田七郎
- 常任相談役 - 長谷川栄次郎
- 幹事長 - 湯山忠男
- 会長補佐 - 花木哲男
- 相談役 - 長島一夫
- 相談役 - 松井象運
- 相談役 - 高師左武郎
- 相談役 - 佐々木龍一
- 副会長 - 野口昌美
- 副会長 - 茂田井清治
- 副会長 - 能谷進
- 副会長 - 細野雅祥
- 副会長 - 渡辺嘉久（柏木一家四代目）
- 副会長 - 山下正道（小澤四代目）
- 副会長 - 土屋幸也
- 副会長 - 長嶋隆夫
- 副会長 - 森山立兵
- 副会長 - 山口哲義
- 副幹事長 - 松崎実
- 副幹事長 - 三田徹
- 副幹事長 - 澤田吉膳
- 副幹事長 - 荒井昭
- 副幹事長 - 荒井曻
- 副幹事長 - 長嶋国男
- 副幹事長 - 佐藤養蔵
- 副幹事長 - 安倍征樹
- 副幹事長 - 植松多美雄
- 参与 - 野地政雄
- 参与 - 伊藤光男
- 参与 - 秋山登
- 参与 - 石見秀夫